# Sonorització
S'anomena sonorització al fenomen fonètic contrari a l'ensordiment, pel qual un so sord (en el qual no vibren les cordes vocals) es fa sonor, per l'acció del so o dels sons contigus.

## Sonorització en català
En català sol passar:
- Dins d'una paraula, quan una oclusiva sorda o una fricativa sorda o una africada sorda van seguides d'una consonant sonora en una síl·laba diferent. Exemples: "capgròs" (on la p sona [b]), "modernisme" (on la s sona [z]), "migdia" (on la g sona [dʒ]). Però no pas a casos com "ample" on el grup pl és dins de la mateixa síl·laba.
- Per fonètica sintàctica, quan una paraula acabada amb una fricativa sorda o una africada sorda va seguida d'una vocal o una consonant sonora. Exemples: "les altres" (on la s sona [z]), "les mateixes" (on la s sona [z]), "peix al cove" (on el grup ix sona [ʒ]), "mig obert" (on la g sona [dʒ]).

Aquest fenomen té valor contrastiu en català, en parelles com els avis [əl'zaβis] vs. els savis [əl'saβis]